# Сонцестояння

Положення Землі відносно Сонця в різні пори року

Сонцестояння — момент часу, у який центр Сонця проходить або через найпівнічнішу точку екліптики, що має схилення +23° 27' (точка літнього сонцестояння), або через найпівденнішу її точку, що має схилення -23° 27' (точка зимового сонцестояння). У році два сонцестояння — зимове й літнє.

## Визначення та системи відліку
Для спостерігача на Північному полюсі Сонце досягає найвищої позиції на небі раз на рік у червні. День, коли це відбувається, називається днем літнього сонцестояння. Аналогічно, для спостерігача на Південному полюсі Сонце досягає найвищої позиції в день зимового сонцестояння. Коли на одному полюсі настає літнє сонцестояння, на іншому це зимове сонцестояння. Західний рух Сонця не припиняється, оскільки Земля постійно обертається. Однак рух Сонця по схиленню (тобто по вертикалі) зупиняється перед зміною напрямку в момент сонцестояння. У цьому сенсі сонцестояння означає "сонце-зупинка".
Для спостерігача в інерційній системі відліку планета Земля здається такою, що обертається навколо осі та обертається навколо Сонця по еліптичній траєкторії з Сонцем в одному фокусі. Вісь Землі нахилена відносно площини орбіти Землі, і ця вісь зберігає положення, яке мало змінюється відносно фону зірок. Тому спостерігач на Землі бачить сонячну траєкторію, яка є результатом як обертання, так і обертання.

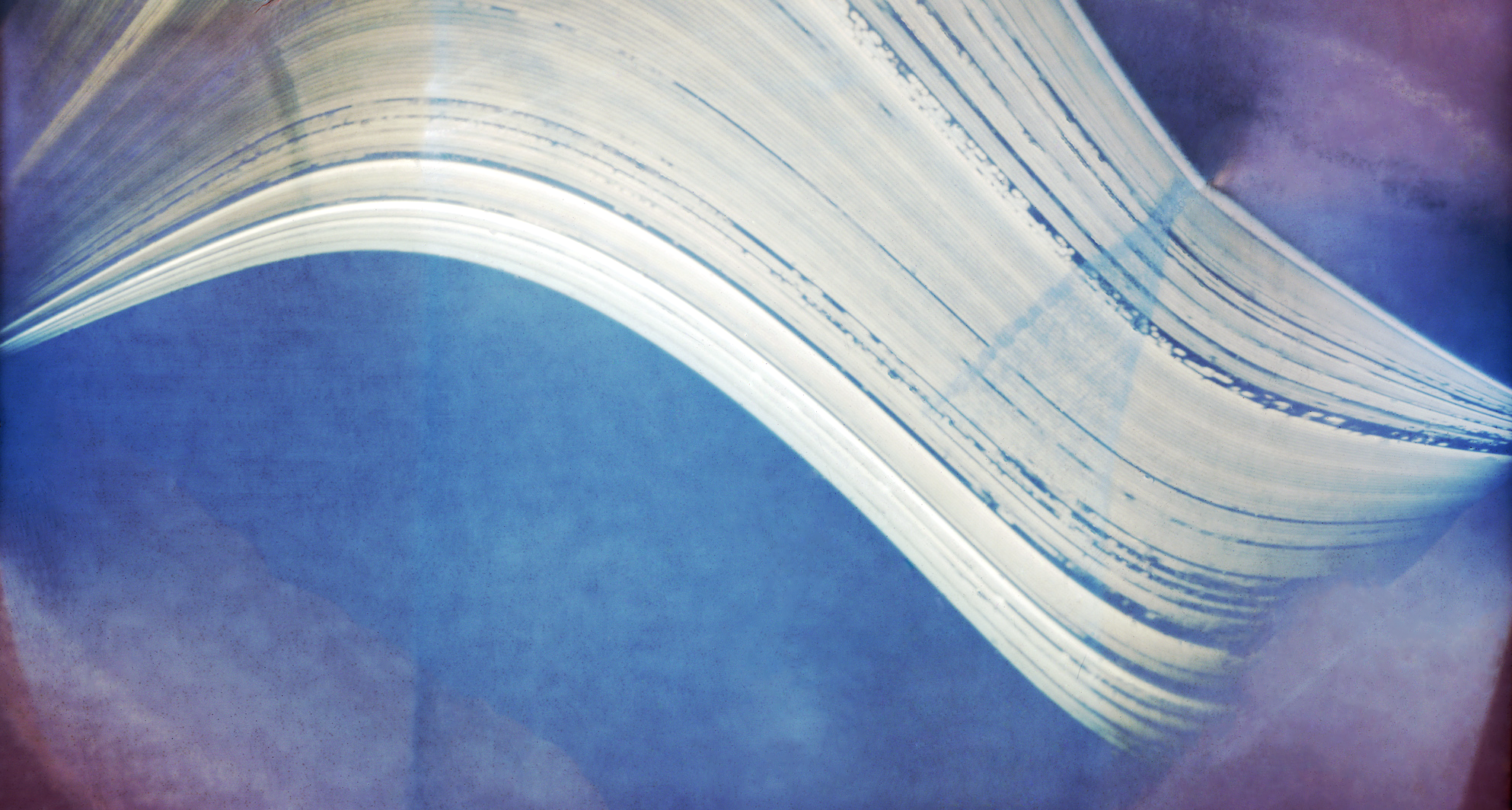
Соляріграф, зроблений з Atacama Pathfinder Experiment в Llano de Chajnantor Observatory у південній півкулі. Це довгострокова фотографія, зображення експоновано впродовж шести місяців у напрямку на схід від півночі, з середини грудня 2009 року до зимового сонцестояння у червні 2010 року. Щоденний шлях Сонця можна побачити справа наліво на цьому зображенні по небу; шлях наступного дня трохи нижчий, аж до дня зимового сонцестояння, шлях якого є найнижчим на зображенні.

Компонент руху Сонця, який бачить земний спостерігач, спричинений обертанням нахиленої осі – яка, зберігаючи той самий кут у просторі, орієнтована до або від Сонця – є щоденним збільшенням (і бічним зміщенням) висоти Сонця опівдні впродовж приблизно шести місяців і спостережуваним щоденним зменшенням впродовж решти шести місяців. При максимальній або мінімальній висоті відносний річний рух Сонця перпендикулярно горизонту зупиняється і змінює напрямок.
За межами тропіків максимальна висота відбувається під час літнього сонцестояння, а мінімальна - під час зимового сонцестояння. Шлях Сонця, або екліптика, пересувається на північ і південь між північною та південною півкулями. Тривалість часу, коли Сонце перебуває над горизонтом, довша навколо літнього сонцестояння і коротша навколо зимового сонцестояння, за винятком районів поблизу екватора. Коли шлях Сонця перетинає екватор, довжина ночей на широтах +L° та −L° однакова. Це відоме як рівнодення. У тропічному році є два сонцестояння і два рівнодення.

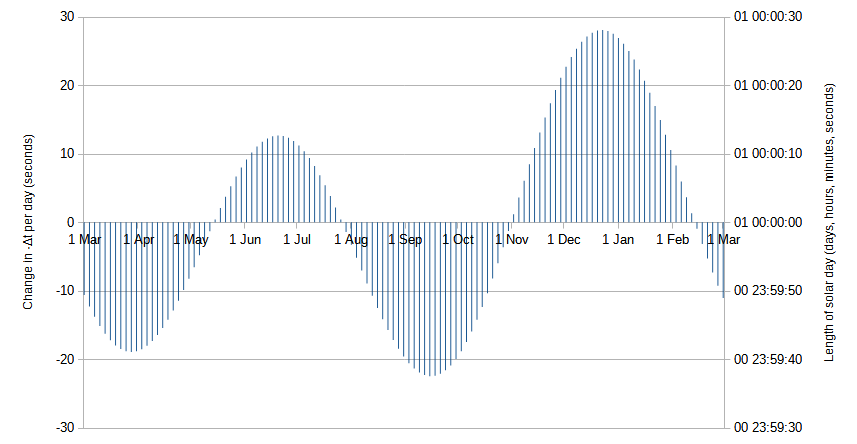
Похідна −Δt, так зване Рівняння часу. Вісь праворуч показує тривалість сонячного дня, також відомого як синодичний день.

Через варіації швидкості зміни прямого піднесення Сонця дні найдовшого та найкоротшого світлового дня не збігаються з сонцестояннями для місць дуже близько до екватора. На екваторі найдовший день припадає приблизно на 23 грудня, а найкоротший - на 16 вересня (див. графік). Всередині Арктичного або Антарктичного кіл Сонце перебуває над горизонтом весь час упродовж днів або навіть місяців.

## Дати сонцестояння в наш час
| Подія  | Рівнодення | Рівнодення | Сонцестояння | Сонцестояння | Рівнодення | Рівнодення | Сонцестояння | Сонцестояння |
| Місяць | Березень   | Березень   | Червень      | Червень      | Вересень   | Вересень   | Грудень      | Грудень      |
| Рік    | День       | Час        | День         | Час          | День       | Час        | День         | Час          |
| ------ | ---------- | ---------- | ------------ | ------------ | ---------- | ---------- | ------------ | ------------ |
| 2020   | 20         | 03:50      | 20           | 21:43        | 22         | 13:31      | 21           | 10:03        |
| 2021   | 20         | 09:37      | 21           | 03:32        | 22         | 19:21      | 21           | 15:59        |
| 2022   | 20         | 15:33      | 21           | 09:14        | 23         | 01:04      | 21           | 21:48        |
| 2023   | 20         | 21:25      | 21           | 14:58        | 23         | 06:50      | 22           | 03:28        |
| 2024   | 20         | 03:07      | 20           | 20:51        | 22         | 12:44      | 21           | 09:20        |
| 2025   | 20         | 09:02      | 21           | 02:42        | 22         | 18:20      | 21           | 15:03        |
| 2026   | 20         | 14:46      | 21           | 08:25        | 23         | 00:06      | 21           | 20:50        |
| 2027   | 20         | 20:25      | 21           | 14:11        | 23         | 06:02      | 22           | 02:43        |
| 2028   | 20         | 02:17      | 20           | 20:02        | 22         | 11:45      | 21           | 08:20        |
| 2029   | 20         | 08:01      | 21           | 01:48        | 22         | 17:37      | 21           | 14:14        |
| 2030   | 20         | 13:51      | 21           | 07:31        | 22         | 23:27      | 21           | 20:09        |

У північній півкулі зимове сонцестояння відбувається 21 (22 грудня перед початком високосного року), і тоді спостерігається найкоротший день (і найдовша ніч), а літнє сонцестояння — 21 червня (20 у високосний рік), і тоді спостерігається найкоротша ніч (і найдовший день). Так на широті Києва ніч з 21 на 22 червня триває 7 годин 46 хвилин 40 секунд, до півночі скорочується, до півдня зростає. На екваторі ніч триває 12 годин 00 хвилин 08 секунд, на північному полярному колі, де широта 66°33′44″ — дорівнює нулю. У південній півкулі на зазначені дати припадають відповідно літнє й зимове сонцестояння.
У середніх широтах протягом року навесні й на початку літа Сонце щодня підіймається усе вище над обрієм, а в момент літнього сонцестояння зупиняється й змінює свій рух на зворотний. Потім воно щодня опускається усе нижче й зрештою у момент зимового сонцестояння знову змінює свій рух на зворотний й починає підійматися.
У моменти сонцестоянь Сонце у своєму видимому русі по екліптиці найбільше віддаляється від небесного екватора і досягає найбільшого схилення, північного або південного.

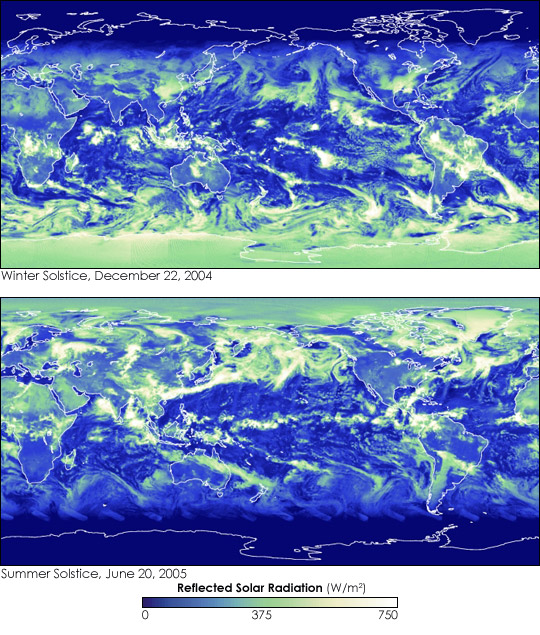
Кількість відбитої сонячної радіації при сонцестояннях у грудні (зверху) та червні (знизу)

Внаслідок того, що проміжок часу між двома послідовними проходженнями Сонця через ту саму точку сонцестояння не збігається із тривалістю календарного року, моменти сонцестояння рік у рік зміщуються відносно початку календарної доби. Моменти сонцестояння наступають у простий рік на 5 годин 48 хвилини 46 секунд пізніше, ніж у попередній, а у високосний — на 18 годин 11 хвилин 14 секунд раніше; тому моменти сонцестояння можуть припадати на дві сусідні календарні дати. Літнє сонцестояння, коли Сонце має найбільше північне схилення, настає переважно 21 червня. Цей день уважається початком астрономічного літа — Сонце вступає до знаку Рака. Зимове сонцестояння при найбільшому південному схиленні Сонця настає переважно 21 грудня й уважається початком астрономічної зими — Сонце вступає до знаку Козорога.
Протягом декількох сусідніх днів сонцестояння Сонце майже не змінює схилення, його полуденні висоти в небі майже незмінні; звідси й походить сама назва сонцестояння. Зі спостережень висот Сонця біля епох обох сонцестоянь виводиться величина нахилу площини екліптики до площини екватора.

## Сонцестояння і народні свята
На час літнього сонцестояння давні слов'яни святкували день Купала (Купало або Купайло — бог земних радощів). Тому й зараз у багатьох людей свято сонцестояння асоціюється з язичницькими обрядами поклоніння силам природи та духам, зокрема, з поклонінням Сонцю та ворожбою. Зокрема, до традицій Купала належать такі обряди, як збір цілющих трав, розведення багать, купання або обливання водою, ворожіння, святкове частування. За християнською традицією, це свято відзначають на 2-3 дні пізніше, у ніч з 23 на 24 червня. 24 червня — Іванів день, День Івана Купала (Іван Хреститель). Свято назване на честь пророка Івана Предтечі.
Крім цього, у цю ніч неодружені дівчата мали сплести вінки і, вставивши в них запалені свічі, спустити на воду, у той же час потенційні наречені збираються нижче за течією і намагаються виловити вінок своєї майбутньої дружини. Сміливці в цю ніч шукають цвіт папороті, що обіцяє щастя. На світанку свято закінчується.
Мідсаммер (Midsummer) — свято літнього сонцестояння у Швеції, коли люди збираються разом на природі, танцюють, співають пісні, їдять молоду варену картоплю з оселедцем, п'ють снапс.

## Культурні аспекти

### Давньогрецькі назви та концепції
Концепція сонцестоянь була вкорінена в давньогрецькій небесній навігації. Як тільки вони з'ясували, що Земля має сферичну форму вони розробили концепцію небесної сфери, уявної сферичної поверхні, що обертається з нерухомо закріпленими на ній небесними тілами (ouranioi). Поки не робиться жодних припущень щодо відстаней між цими тілами від Землі або між собою, сферу можна вважати реальною і фактично вона досі використовується. Давні греки використовують термін ηλιοστάσιο (heliostāsio), що означає стоянка Сонця.
Зірки рухаються по внутрішній поверхні небесної сфери вздовж кіл у паралельних площинах перпендикулярно до осі Землі, яка нескінченно продовжується в небо і перетинає небесну сферу в небесному полюсі. Сонце і планети рухаються не цими паралельними шляхами, а по іншому колу — екліптиці, площина якої розташована під кутом, похилість екліптики, до осі, проводячи Сонце і планети через шляхи навколо і серед зірок.*
Клеомед стверджує:
Смуга Зодіаку (zōdiakos kuklos, "зодіакальне коло") розташована під косим кутом (loksos), оскільки вона розміщена між тропічними колами та екваторіальним колом, торкаючись кожного з тропічних кіл в одній точці ... Цей Зодіак має визначену ширину (сьогодні встановлену на 8°) ... ось чому він описується трьома колами: центральне з них називається "геліакальним" (hēliakos, "сонячним").
Термін геліакальне коло використовується для екліптики, яка знаходиться в центрі зодіакального кола, яке сприймається як смуга, що включає відомі сузір'я, названі за міфологічними темами. Інші автори використовують термін Зодіак для позначення екліптики, яка вперше з'являється в глосі невідомого автора в уривку Клеомеда, де він пояснює, що Місяць також знаходиться в зодіакальному колі і періодично перетинає шлях Сонця. Оскільки деякі з цих перетинів представляють затемнення Місяця, шлях Сонця отримує синонім ekleiptikos (kuklos) від ekleipsis, "затемнення".

### Терміни сонцестоянь у Східній Азії
Традиційні східноазійські календарі поділяють рік на 24 сонячні терміни (節氣). Сяджі (pīnyīn:Xiàzhì ) або Ґесі (rōmaji:Geshi ) є 10-м сонячним терміном і позначає літнє сонцестояння. Він починається, коли Сонце досягає небесної довготи 90° (близько 21 червня) і закінчується, коли Сонце досягає довготи 105° (близько 7 липня). Сяджі частіше стосується безпосередньо дня, коли Сонце знаходиться точно на небесній довготі 90°.
Дунчжі (pīnyīn: Dōngzhì ) або Тодзі (rōmaji:Tōji) є 22-м сонячним терміном і позначає зимове сонцестояння. Він починається, коли Сонце досягає небесної довготи 270° (близько 23 грудня) і закінчується, коли Сонце досягає довготи 285° (близько 5 січня). Дунчжі частіше стосується безпосередньо дня, коли Сонце знаходиться точно на небесній довготі 270°.
Сонцестояння (як і рівнодення) позначають середину сезонів у східноазійських календарях. Тут китайський ієрогліф 至 означає "екстрем", тому терміни сонцестоянь безпосередньо позначають вершини літа та зими.

## Зауваження
1. ↑  У зв'язку з використанням деякими православними церквами юліанського календаря, це свято за григоріанським календарем для таких церков припадає на 7 липня (24 червня за юліанським календарем).